# Poppy Miller
Pour les articles homonymes, voir Miller.
Poppy Miller, née le 28 février 1969 à Norwich au Royaume-Uni, est une actrice anglaise.
Elle est principalement connue pour avoir interprété le rôle de Carol Browning dans la série policière britannique The Commander, ainsi que celui de Ginny Weasley dans la pièce de théâtre Harry Potter et l'Enfant maudit en 2016.

## Biographie
Miller est née à Norwich, en Angleterre, et a étudié la philosophie et l'anglais à l'Université de Cambridge avant de rentrer dans la Webber Douglas Academy of Dramatic Art. Elle est surtout connue pour son rôle en tant que Carol Browning dans la série policière britannique The Commander. Miller a un rôle dans le téléfilm If I Had You et est également apparu dans la série Red Cap : Police militaire.
L'une de ses grandes performance fut celle de Marie-Madeleine dans Les Derniers Jours de Judas Iscariote à l'Almeida Theatre. Elle a joué dans La Nuit des rois au Tricycle Theatre. Elle est également apparue sur la chaîne Nickelodeon dans Anubis où elle joue Vera Devenish dans la saison 2.
Dans le remake de la BBC de E. F. Benson Mapp et Lucia (2014), elle joue Evie Bartlett, un personnage du livre qui ne figurait pas dans l'adaptation des années 1980.
En mai 2016, il a été révélé qu'elle avait été choisie pour jouer Ginny Weasley dans Harry Potter et l'Enfant maudit.

## Filmographie

### Cinéma
| Films | Films                     | Films                  | Films                            |
| Année | Titre                     | Rôle                   | Notes                            |
| ----- | ------------------------- | ---------------------- | -------------------------------- |
| 2003  | Curse: The Eye of Isis    | Victoria Sutton (voix) | Jeu vidéo d'horreur et de survie |
| 2006  | Si je vous avais          | Helen Andrews          | Premier rôle                     |
| 2010  | Sex & Drugs & Rock & Roll | Soignant               |                                  |
| 2012  | Ce que vous allez         | Alto                   | Premier rôle                     |

### Télévision
| Télévision   | Télévision                    | Télévision            | Télévision |
| Année        | Titre                         | Rôle                  | Épisodes |
| ------------ | ----------------------------- | --------------------- | --- |
| 1996         | Hetty Wainthropp Investigates | Susie Bryley          | Runaways |
| 1997 et 2002 | Casualty                      | Debby/Alex            | The Things We Do for Love/Dominoes |
| 2000         | EastEnders                    | Junior Doctor         | |
| 2000         | Brigade volante               | Sally Cole            | Saison 5, épisodes 3 et 4 |
| 2000-2002    | Attachments                   | Fran Chapel           | 2000 : Just Upgraded, Plug & Play, Flight Risk, Flat Management, Money Shot, Burn Rate, Hot Mail, Ohnosecond, Dot Bomb, User Friendly ; 2001 : The Weakest Link, Gaydar, Gym Virgin, Eye Candy, Geek Love, The Ten Percent Theoryn, Dirty Washing ; 2002 : Logan's Run, Fuck Buddy, Tooting Broadway, Shooting Blanks, The Domino Effect, Spunk Jockey |
| 2000 et 2010 | Doctors                       | Sally et Kelly Bryant | 2000 : Chapter of Accidents ; 2010 : Not Otherwise |
| 2001         | In Deep                       | Karen Kingswood       | Romeo Trap: Party 1, Romeo Trap: Party 2 |
| 2002         | Heartbeat                     | Ellen Richards        | Love's Sweet Dream |
| 2003         | The Commander                 | DC Carol Browning     | 1 à 3 |
| ied          | DI Carrie Laxton              | Saison 1, épisode 8   | |
| 2004         | Red Cap : Police militaire    | S/Sgt Harriet Frost   | Saison 2 |
| 2005         | Derailed                      | Elaine Kellow         | Téléfilm |
| 2006         | Flics toujours                | Grace Woodford        | Wicca Work |
| 2006         | Goldplated                    | Terese White          | |
| 2007         | Torn                          | D.S. Sally Bridges    | Premier rôle |
| 2008         | Kingdom                       | Camilla Constantine   | Saison 2, épisode 3 |
| 2008         | Tueur d'État                  | Caitlin Berry         | Saison 1, épisode 5 |
| 2009         | Emma                          | Isabella Knightley    | Premier rôle |
| 2012         | Anubis                        | Vera Devenish         | Saison 2, épisodes 73 à 149 |
| 2012         | Holby City                    | Grace Jessup          | Last Man Standing |
| 2014         | Les Enquêtes de Morse         | Millicent Coke Norris | Home |
| 2015         | Mapp and Lucia                | Evie Bartlett         | 3 épisodes |